# NGC 6438
NGC 6438 (również PGC 61787) – galaktyka soczewkowata (S0), znajdująca się w gwiazdozbiorze Oktanta. Odkrył ją John Herschel 2 czerwca 1835 roku. Oddziałuje grawitacyjnie z sąsiednią galaktyką PGC 61793, zwaną czasem NGC 6438A.